# 리젠창 (타이완)
리젠창(중국어 정체자: 李建昌, 병음: Lî Jiànchāng, 한자음: 이건창,  1962년 8월 22일~)은 중화민국의 정치인으로 제7~14대 타이베이시의회의원이다. 